# Three Billboards Outside Ebbing, Missouri
Three Billboards Outside Ebbing, Missouri (no Brasil, Três Anúncios Para Um Crime; em Portugal, Três Cartazes à Beira da Estrada) é um filme policial de drama e humor negro britânico-americano de 2017, escrito, produzido e dirigido por Martin McDonagh. É estrelado por Frances McDormand, Woody Harrelson, Sam Rockwell, John Hawkes e Peter Dinklage.
Estreou no Festival Internacional de Cinema de Veneza em 4 de setembro de 2017 e nos Estados Unidos em 10 de novembro do mesmo ano. Em Portugal, sua estreia ocorreu em 11 de janeiro de 2018, e no Brasil, seu lançamento se deu no dia 15 de fevereiro também deste ano. Three Billboards Outside Ebbing, Missouri foi aclamado pela crítica especializada e pelo público, destacando-se o roteiro e direção de Martin McDonagh e as performances do elenco, em especial Frances McDormand, Woody Harrelson e Sam Rockwell. Arrecadou mais de US$ 158 milhões mundialmente, contra um orçamento de US$ 12 milhões.
Venceu em quatro categorias do 75th Golden Globe Awards, incluindo Melhor Filme de Drama, em um total de seis indicações. Concorreu em nove categorias ao 71.º British Academy Film Awards. Recebeu sete indicações na 90.ª cerimônia do Oscar, incluindo Melhor Filme, Melhor Roteiro Original e Melhor Ator Coadjuvante, sendo disputado por dois atores do longa-metragem; Woody Harrelson e Sam Rockwell.

## Enredo
Inconformada com a ineficácia da polícia em encontrar o culpado pelo brutal assassinato de sua filha, Mildred Hayes (Frances McDormand) decide chamar atenção para o caso não solucionado alugando três outdoors em uma estrada raramente usada. A inesperada atitude repercute em toda a cidade e suas consequências afetam várias pessoas, especialmente a própria Mildred e o Delegado Willoughby (Woody Harrelson), responsável pela investigação.

## Elenco
- Frances McDormand como Mildred Hayes
- Woody Harrelson como Bill Willoughby
- Sam Rockwell como Jason Dixon
- John Hawkes como Charlie Hayes
- Peter Dinklage como James
- Lucas Hedges como Robbie Hayes
- Abbie Cornish como Anne Willoughby
- Samara Weaving como Penelope
- Caleb Landry Jones como Red Welby
- Clarke Peters como Abercrombie
- Darrell Britt-Gibson como Jerome
- Kathryn Newton como Angela Hayes
- Kerry Condon como Pamela
- Željko Ivanek como Cedric Connolly
- Amanda Warren como Denise
- Sandy Martin como Mrs. Dixon, mãe de Jason
- Christopher Berry como Tony
- Nick Searcy como Montgomery

## Recepção

### Prêmios e indicações
| Premiação                                     | Data da cerimônia       | Categoria                                | Indicação                                           | Resultado | Ref.          |
| --------------------------------------------- | ----------------------- | ---------------------------------------- | --------------------------------------------------- | --------- | ------------- |
| Hollywood Film Awards                         | 5 de novembro de 2017   | Melhor Ator Coadjuvante                  | Sam Rockwell                                        | Venceu    | [ 8 ] [ 9 ]   |
| Washington D.C. Area Film Critics Association | 8 de dezembro de 2017   | Melhor Elenco em Filme                   | Elenco de Three Billboards Outside Ebbing, Missouri | Venceu    | [ 10 ]        |
| Washington D.C. Area Film Critics Association | 8 de dezembro de 2017   | Melhor Atriz                             | Frances McDormand                                   | Venceu    | [ 10 ]        |
| Washington D.C. Area Film Critics Association | 8 de dezembro de 2017   | Melhor Filme                             | Three Billboards Outside Ebbing, Missouri           | Indicado  | [ 10 ]        |
| Washington D.C. Area Film Critics Association | 8 de dezembro de 2017   | Melhor Trilha Sonora                     | Carter Burwell                                      | Indicado  | [ 10 ]        |
| Washington D.C. Area Film Critics Association | 8 de dezembro de 2017   | Melhor Roteiro Original                  | Martin McDonagh                                     | Indicado  | [ 10 ]        |
| Washington D.C. Area Film Critics Association | 8 de dezembro de 2017   | Melhor Ator Coadjuvante                  | Sam Rockwell                                        | Venceu    | [ 10 ]        |
| British Independent Film Awards               | 10 de dezembro de 2017  | Melhor Atriz                             | Frances McDormand                                   | Indicado  | [ 11 ] [ 12 ] |
| British Independent Film Awards               | 10 de dezembro de 2017  | Melhor Filme Britânico Independente      | Three Billboards Outside Ebbing, Missouri           | Indicado  | [ 11 ] [ 12 ] |
| British Independent Film Awards               | 10 de dezembro de 2017  | Melhor Elenco                            | Sarah Halley Finn                                   | Indicado  | [ 11 ] [ 12 ] |
| British Independent Film Awards               | 10 de dezembro de 2017  | Melhor Fotografia                        | Ben Davis                                           | Indicado  | [ 11 ] [ 12 ] |
| British Independent Film Awards               | 10 de dezembro de 2017  | Melhor Diretor                           | Martin McDonagh                                     | Indicado  | [ 11 ] [ 12 ] |
| British Independent Film Awards               | 10 de dezembro de 2017  | Melhor Edição                            | Jon Gregory                                         | Venceu    | [ 11 ] [ 12 ] |
| British Independent Film Awards               | 10 de dezembro de 2017  | Melhor Trilha Sonora                     | Carter Burwell                                      | Venceu    | [ 11 ] [ 12 ] |
| British Independent Film Awards               | 10 de dezembro de 2017  | Melhor Roteiro                           | Martin McDonagh                                     | Indicado  | [ 11 ] [ 12 ] |
| British Independent Film Awards               | 10 de dezembro de 2017  | Melhor Som                               | Joakim Sundström                                    | Indicado  | [ 11 ] [ 12 ] |
| British Independent Film Awards               | 10 de dezembro de 2017  | Melhor Ator Coadjuvante                  | Woody Harrelson                                     | Indicado  | [ 11 ] [ 12 ] |
| British Independent Film Awards               | 10 de dezembro de 2017  | Melhor Ator Coadjuvante                  | Sam Rockwell                                        | Indicado  | [ 11 ] [ 12 ] |
| Seattle Film Critics Society                  | 18 de dezembro de 2017  | Melhor Atriz                             | Frances McDormand                                   | Indicado  | [ 13 ] [ 14 ] |
| Seattle Film Critics Society                  | 18 de dezembro de 2017  | Melhor Elenco                            | Elenco de Three Billboards Outside Ebbing, Missouri | Indicado  | [ 13 ] [ 14 ] |
| Seattle Film Critics Society                  | 18 de dezembro de 2017  | Melhor Filme                             | Three Billboards Outside Ebbing, Missouri           | Indicado  | [ 13 ] [ 14 ] |
| Seattle Film Critics Society                  | 18 de dezembro de 2017  | Melhor Roteiro                           | Martin McDonagh                                     | Indicado  | [ 13 ] [ 14 ] |
| Seattle Film Critics Society                  | 18 de dezembro de 2017  | Melhor Ator Coadjuvante                  | Sam Rockwell                                        | Indicado  | [ 13 ] [ 14 ] |
| Golden Globe Awards                           | 7 de janeiro de 2018    | Melhor Atriz em Filme – Drama            | Frances McDormand                                   | Venceu    | [ 15 ] [ 16 ] |
| Golden Globe Awards                           | 7 de janeiro de 2018    | Melhor Diretor                           | Martin McDonagh                                     | Indicado  | [ 15 ] [ 16 ] |
| Golden Globe Awards                           | 7 de janeiro de 2018    | Melhor Filme – Drama                     | Three Billboards Outside Ebbing, Missouri           | Venceu    | [ 15 ] [ 16 ] |
| Golden Globe Awards                           | 7 de janeiro de 2018    | Melhor Trilha Sonora                     | Carter Burwell                                      | Indicado  | [ 15 ] [ 16 ] |
| Golden Globe Awards                           | 7 de janeiro de 2018    | Melhor Roteiro                           | Martin McDonagh                                     | Venceu    | [ 15 ] [ 16 ] |
| Golden Globe Awards                           | 7 de janeiro de 2018    | Melhor Ator Coadjuvante em Filme – Drama | Sam Rockwell                                        | Venceu    | [ 15 ] [ 16 ] |
| Critics' Choice Movie Awards                  | 11 de janeiro de 2018   | Melhor Filme                             | Three Billboards Outside Ebbing, Missouri           | Indicado  | [ 17 ] [ 18 ] |
| Critics' Choice Movie Awards                  | 11 de janeiro de 2018   | Melhor Diretor                           | Martin McDonagh                                     | Indicado  | [ 17 ] [ 18 ] |
| Critics' Choice Movie Awards                  | 11 de janeiro de 2018   | Melhor Atriz                             | Frances McDormand                                   | Venceu    | [ 17 ] [ 18 ] |
| Critics' Choice Movie Awards                  | 11 de janeiro de 2018   | Melhor Ator Coadjuvante                  | Sam Rockwell                                        | Venceu    | [ 17 ] [ 18 ] |
| Critics' Choice Movie Awards                  | 11 de janeiro de 2018   | Melhor Roteiro Original                  | Martin McDonagh                                     | Indicado  | [ 17 ] [ 18 ] |
| Critics' Choice Movie Awards                  | 11 de janeiro de 2018   | Melhor Elenco em Filme                   | Elenco de Three Billboards Outside Ebbing, Missouri | Venceu    | [ 17 ] [ 18 ] |
| London Film Critics' Circle                   | 28 de janeiro de 2018   | Atriz Britânica/Irlandesa do Ano         | Frances McDormand                                   | Venceu    | [ 19 ] [ 20 ] |
| London Film Critics' Circle                   | 28 de janeiro de 2018   | Filme Britânico/Irlandês do Ano          | Three Billboards Outside Ebbing, Missouri           | Indicado  | [ 19 ] [ 20 ] |
| London Film Critics' Circle                   | 28 de janeiro de 2018   | Diretor do Ano                           | Martin McDonagh                                     | Indicado  | [ 19 ] [ 20 ] |
| London Film Critics' Circle                   | 28 de janeiro de 2018   | Filme do Ano                             | Three Billboards Outside Ebbing, Missouri           | Venceu    | [ 19 ] [ 20 ] |
| London Film Critics' Circle                   | 28 de janeiro de 2018   | Roteirista do Ano                        | Martin McDonagh                                     | Venceu    | [ 19 ] [ 20 ] |
| London Film Critics' Circle                   | 28 de janeiro de 2018   | Ator Coadjuvante do Ano                  | Woody Harrelson                                     | Indicado  | [ 19 ] [ 20 ] |
| London Film Critics' Circle                   | 28 de janeiro de 2018   | Ator Coadjuvante do Ano                  | Sam Rockwell                                        | Indicado  | [ 19 ] [ 20 ] |
| Satellite Awards                              | 11 de fevereiro de 2018 | Melhor Atriz                             | Frances McDormand                                   | Indicado  | [ 21 ] [ 22 ] |
| Satellite Awards                              | 11 de fevereiro de 2018 | Melhor Fotografia                        | Ben Davis                                           | Indicado  | [ 21 ] [ 22 ] |
| Satellite Awards                              | 11 de fevereiro de 2018 | Melhor Filme                             | Three Billboards Outside Ebbing, Missouri           | Venceu    | [ 21 ] [ 22 ] |
| Satellite Awards                              | 11 de fevereiro de 2018 | Melhor Edição                            | Jon Gregory                                         | Indicado  | [ 21 ] [ 22 ] |
| Satellite Awards                              | 11 de fevereiro de 2018 | Melhor Roteiro Original                  | Martin McDonagh                                     | Venceu    | [ 21 ] [ 22 ] |
| Satellite Awards                              | 11 de fevereiro de 2018 | Melhor Ator Coadjuvante                  | Sam Rockwell                                        | Venceu    | [ 21 ] [ 22 ] |
| BAFTA                                         | 18 de fevereiro de 2018 | Melhor Ator Coadjuvante                  | Woody Harrelson                                     | Indicado  | [ 23 ] [ 24 ] |
| BAFTA                                         | 18 de fevereiro de 2018 | Melhor Ator Coadjuvante                  | Sam Rockwell                                        | Venceu    | [ 23 ] [ 24 ] |
| BAFTA                                         | 18 de fevereiro de 2018 | Melhor Atriz                             | Frances McDormand                                   | Venceu    | [ 23 ] [ 24 ] |
| BAFTA                                         | 18 de fevereiro de 2018 | Melhor Filme Britânico                   | Graham Broadbent, Pete Czernin e Martin McDonagh    | Venceu    | [ 23 ] [ 24 ] |
| BAFTA                                         | 18 de fevereiro de 2018 | Melhor Fotografia                        | Ben Davis                                           | Indicado  | [ 23 ] [ 24 ] |
| BAFTA                                         | 18 de fevereiro de 2018 | Melhor Diretor                           | Martin McDonagh                                     | Indicado  | [ 23 ] [ 24 ] |
| BAFTA                                         | 18 de fevereiro de 2018 | Melhor Edição                            | Jon Gregory                                         | Indicado  | [ 23 ] [ 24 ] |
| BAFTA                                         | 18 de fevereiro de 2018 | Melhor Filme                             | Graham Broadbent, Pete Czernin e Martin McDonagh    | Venceu    | [ 23 ] [ 24 ] |
| BAFTA                                         | 18 de fevereiro de 2018 | Melhor Roteiro Original                  | Martin McDonagh                                     | Venceu    | [ 23 ] [ 24 ] |
| Oscar                                         | 4 de março de 2018      | Melhor Filme                             | Graham Broadbent, Pete Czernin e Martin McDonagh    | Indicado  | [ 25 ] [ 26 ] |
| Oscar                                         | 4 de março de 2018      | Melhor Atriz                             | Frances McDormand                                   | Venceu    | [ 25 ] [ 26 ] |
| Oscar                                         | 4 de março de 2018      | Melhor Ator Coadjuvante                  | Woody Harrelson                                     | Indicado  | [ 25 ] [ 26 ] |
| Oscar                                         | 4 de março de 2018      | Melhor Ator Coadjuvante                  | Sam Rockwell                                        | Venceu    | [ 25 ] [ 26 ] |
| Oscar                                         | 4 de março de 2018      | Melhor Roteiro Original                  | Martin McDonagh                                     | Indicado  | [ 25 ] [ 26 ] |
| Oscar                                         | 4 de março de 2018      | Melhor Trilha Sonora                     | Carter Burwell                                      | Indicado  | [ 25 ] [ 26 ] |
| Oscar                                         | 4 de março de 2018      | Melhor Edição                            | Jon Gregory                                         | Indicado  | [ 25 ] [ 26 ] |
| Empire Awards                                 | 18 de março de 2018     | Melhor Atriz                             | Frances McDormand                                   | Indicado  | [ 13 ] [ 14 ] |
| Empire Awards                                 | 18 de março de 2018     | Melhor Roteiro                           | Martin McDonagh                                     | Indicado  | [ 13 ] [ 14 ] |
| Empire Awards                                 | 18 de março de 2018     | Melhor Filme de Suspense                 | Three Billboards Outside Ebbing, Missouri           | Indicado  | [ 13 ] [ 14 ] |